# Aimar Sher
Aimar Sher (Kirkoek, 20 december 2002) is eenvoetballer met zowel de Zweedse als Iraakse nationaliteit die doorgaans als centrale middenvelder speelt. In december 2023 ondertekende Sher een contract bij het Noorse Sarpsborg 08. 

## Clubloopbaan

### Jeugd
In zijn jonge jeugdjaren voetbalde Sher bij Mälarhöjdens IK en Enskede IK om uiteindelijk op elf jaar leeftijd de overstap naar de jeugdacademie van Hammarby uit Stockholm te maken. Hij doorliep alle elftallen in de onderbouw en hij maakte op 4 mei 2019 zijn debuut in de onder 19 tijdens de uitwedstrijd tegen Djurgårdens.

### Hammarby
Sher maakte op 25 september 2019 zijn debuut in het eerste elftal. Hij kwam in de blessuretijd in het veld voor Muamer Tanković tijdens de met 1-3 gewonnen uitwedstrijd bij IK Sirius. De rest van het seizoen kwam hij niet meer in actie. In het seizoen 2020 stond hij op 1 november 2020 na een groot aantal invalbeurten voor de eerste keer in de basis in de met 1-1 gelijkgespeelde thuiswedstrijd tegen BK Häcken. Hij maakte in de 91e minuut direct zijn eerste doelpunt in de Allsvenskan. In de zomer van 2020 verlengde hij zijn contract met twee jaar. Om zich verder te ontwikkelen werd hij halverwege het seizoen uitgeleend aan het een divisie lager spelende IK Frej. Hij kwam zeven wedstrijden in actie en hij keerde aan het einde van het seizoen terug bij Hammarby. In februari 2021 verlengde hij zijn contract nogmaals met twee jaar. Sher mistte wegens een blessure de opening van het seizoen 2021. In mei 2020 won hij met Hammarby de Svenska Cupen. De finale tegen BK Häcken eindige in 0-0 waarna Hammarby de strafschoppenserie met 5-4 won. Sher nam de vierde strafschop voor zijn rekening en hij scoorde. Voordat hij een volgende stap in zijn loopbaan ging zetten speelde hij nog tweemaal mee tijdens de voorronde van de Conference League tegen NK Maribor .   

### Spezia
In de zomer van 2021 werd Sher verkocht aan het Italiaanse Spezia uit de Serie A. Hij tekende een contract voor vijf seizoenen.   Sher werd medespeler van Jeroen Zoet. Op 13 oktober 2021 maakte hij zijn debuut tegen Hellas Verona. Mede door een armbreuk kwam hij in de rest van het seizoen 2021/22 alleen nog maar in actie tegen Lecce tijdens de derde ronde van Coppa Italia. In zijn tweede seizoen (2022/23) speelde hij tot aan de winterstop alleen tijdens de tweede ronde van de Coppa Italia tegen Brescia. Hij speelde zeventien minuten. In de winterstop werd hij verhuurd aan FC Groningen. Sher keerde terug naar Italië waar Spezia ondertussen naar de Serie B was gedegradeerd. In de voorbereiding op het seizoen 2023/24 lukte het Sher niet om zich in de eerste selectie te spelen van trainer Pierpaolo Bisoli. Op de laatste dag van de zomer transferwindow besloten de Italianen zijn contract te ontbinden.

#### Verhuur aan FC Groningen
Sher stond al langer op de radar FC Groningen. Mark-Jan Fledderus haalde hij hem in de winterstop van het seizoen 2022/23 naar de Groninger club. Hij werd tot het einde van het seizoen gehuurd met een optie tot koop. Op 22 januari 2023 maakte Sher zijn debuut als aanvallende middenvelder in de uitwedstrijd tegen Sc Heerenveen. Hij kwam in de tweede helft op het veld voor Luciano Valente. Sher wist geen vaste basisplaats te veroveren onder trainer Dennis van der Ree en hij kwam tot zes invalbeurten. FC Groningen waarmee Sher degradeerde uit de Eredivisie besloot voor het seizoen 2023/24 afscheid te nemen van alle huurlingen en de afgesproken optie tot koop niet te lichten.

### Sarpsborg 08
In december 2023 ondertekende Sher een contract bij Sarpsborg 08 wat hem tot december 2026 aan de Noorse club verbond. Op de eerste speeldag van het seizoen 2024 maakte hij op 1 april 2024 zijn debuut in de uitwedstrijd tegen Viking FK. In het met 1-0 verloren duel in het Viking Stadion trainer Stefan Billborn hem in de 67e minuut in de ploeg voor Jeppe Andersen. Tijdens de tweede wedstrijd een thuisduel tegen Odds BK stond hij voor de eerste keer in de basis. Deze verloor hij gedurende de gehele eerste competitiehelft niet meer.. 

## Clubstatistieken
| Seizoen                   | Club            | Competitie      | Competitie | Competitie | Beker | Beker | Internationaal | Internationaal | Overig | Overig | Totaal | Totaal |
| Seizoen                   | Club            | Competitie      | Wed.       | Dlp.       | Wed.  | Dlp.  | Wed.           | Dlp.           | Wed.   | Dlp.   | Wed.   | Dlp.   |
| ------------------------- | --------------- | --------------- | ---------- | ---------- | ----- | ----- | -------------- | -------------- | ------ | ------ | ------ | ------ |
| 2019                      | Hammarby        | Allsvenskan     | 1          | 0          | 0     | 0     | 0              | 0              | 0      | 0      | 1      | 0      |
| 2020                      | Hammarby        | Allsvenskan     | 20         | 1          | 3     | 0     | 0              | 0              | 0      | 0      | 23     | 0      |
| 2020                      | → IK Frej       | Ettan Norra     | 7          | 0          | 0     | 0     | 0              | 0              | 0      | 0      | 7      | 0      |
| 2021                      | Hammarby        | Allsvenskan     | 10         | 0          | 1     | 0     | 2              | 0              | 0      | 0      | 13     | 0      |
| 2021/22                   | Spezia          | Serie A         | 1          | 0          | 1     | 0     | 0              | 0              | 0      | 0      | 2      | 0      |
| 2022/23                   | Spezia          | Serie A         | 1          | 0          | 0     | 0     | 0              | 0              | 0      | 0      | 1      | 0      |
| 2022/23                   | → FC Groningen  | Eredivisie      | 6          | 0          | 0     | 0     | 0              | 0              | 0      | 0      | 6      | 0      |
| 2024                      | Sarpsborg 08    | Eliteserien     | 11         | 0          | 3     | 0     | 0              | 0              | 0      | 0      | 14     | 0      |
| Carrière totaal           | Carrière totaal | Carrière totaal | 57         | 1          | 8     | 0     | 2              | 0              | 8      | 0      | 67     | 1      |
| Bijgewerkt op 7 juni 2024 |                 |                 |            |            |       |       |                |                |        |        |        |        |

## Interlandloopbaan
Sher kwam uit voor diverse Zweedse nationale jeugdelftallen. Hij werd op jonge leeftijd geselecteerd voor het zogenaamde “Future Team”. Een initiatief van de Zweedse voetbalbond bedoeld voor jonge spelers die zich fysiek nog niet ontwikkeld hadden en die ten onder dreigden te sneeuwen bij hun leeftijdsgenoten. In 2018 deed hij vanuit dit initiatief mee aan een vierlandentoernooi in Denemarken. Op 18 april 2018 maakte Sher op dat toernooi zijn debuut in de wedstrijd tegen het thuisland. Hij wist direct te scoren.
In de zomer van 2023 maakte Sher bekend dat hij het besluit had genomen om niet voor Zweden te gaan spelen maar dat hij voor het Iraaks elftal had gekozen. Zijn laatste wedstrijd was op 23 maart 2023 in een met 3-2 verloren vriendschappelijke wedstrijd tegen Schotland. Sher speelde in totaal 7 jeugdinterlands voor Zweden waarin hij 1 doelpunt maakte. In deze wedstrijden speelde hij samen met onder andere Paulos Abraham, Jacob Ondrejka, Hugo Larsson  en Mayckel Lahdo.

## Interlandstatistieken
| Jeugdinterlands van Aimar Sher voor Zweden | Jeugdinterlands van Aimar Sher voor Zweden | Jeugdinterlands van Aimar Sher voor Zweden | Jeugdinterlands van Aimar Sher voor Zweden | Jeugdinterlands van Aimar Sher voor Zweden | Jeugdinterlands van Aimar Sher voor Zweden |
| №                                          | Datum                                      | Wedstrijd                                  | Uitslag                                    | Soort Wedstrijd                            | Doelpunten                                 |
| Als speler bij Onder-16                    | Als speler bij Onder-16                    | Als speler bij Onder-16                    | Als speler bij Onder-16                    | Als speler bij Onder-16                    | Als speler bij Onder-16                    |
| ------------------------------------------ | ------------------------------------------ | ------------------------------------------ | ------------------------------------------ | ------------------------------------------ | ------------------------------------------ |
| 1.                                         | 18 April 2018                              | Denemarken – Zweden                        | 2 – 1                                      | Vriendschappelijk                          | Goal                                       |
| 2.                                         | 20 April 2018                              | Zweden – Tsjechië                          | 0 – 5                                      | Vriendschappelijk                          |                                            |
| Als speler bij Onder-19                    |                                            |                                            |                                            |                                            |                                            |
| 1.                                         | 10 november 2019                           | Tsjechië – Zweden                          | 3 – 1                                      | Vriendschappelijk                          |                                            |
| 2.                                         | 12 november 2019                           | Zweden – Turkije                           | 1 – 1                                      | Vriendschappelijk                          |                                            |
| 3.                                         | 14 januari 2020                            | Cyprus – Zweden                            | 0 – 2                                      | Vriendschappelijk                          |                                            |
| Als speler bij Onder-21                    |                                            |                                            |                                            |                                            |                                            |
| 1.                                         | 8 september 2021                           | Bosnië en H. – Zweden                      | 1 – 1                                      | EK-Kwalificatie                            |                                            |
| 2.                                         | 23 maart 2023                              | Schotland – Zweden                         | 3 – 2                                      | Vriendschappelijk                          |                                            |
| Bijgewerkt tot 4 januari 2024              |                                            |                                            |                                            |                                            |                                            |

## Persoonlijk
Aimar Sher werd door zijn vader vernoemd naar de Argentijnse middenvelder Pablo Aimar. Op vierjarige leeftijd verhuisde Sher met zijn ouders van Irak naar Zweden . Zijn favoriete speler is Kaká vandaar dat mede-eigenaar van Hammarby Zlatan Ibrahimović een shirt van de Braziliaan voor hem had geregeld.

## Erelijst
| Svenska Cuppen | 1x | 2021 |